# 歪刺锚参
歪刺锚参（学名：Protankyra asymmetrica）为锚参科刺锚参属的动物。分布于印度尼西亚、菲律宾以及中国大陆的黄海至北部湾沿海、海南岛等地，多见于水深5-80米的泥底。该物种的模式产地在印度尼西亚巽他群岛。